# Недостающие части
«Недостающие части» — комедийно-приключенческий триллер 1991 года режиссёра Леонарда Стерна с Эриком Айдлом, Робертом Вулом, Лорен Хаттон, Ричардом Белзером и Бобом Гантоном в главных ролях.

## Описание сюжета
Главный герой картины, Вендель, в качестве единственного наследника вступает во владение имуществом своего родственника. Но он крайне удивлён, узнав, что всё имущество составляет одна-единственная загадка-головоломка. Вместе с другом-музыкантом Лу они неспешно пытаются найти спрятанный смысл этого. Если им всё же удастся сделать это, то Вендель получит кое-что более существенное — ценный артефакт, который и является настоящим наследством. Но разрешению ситуации препятствует целый ряд подозрительных субъектов — всяческие неприятные личности являются к ним, в жажде заполучить наследство, и никто не знает, в чём оно состоит.

## Актёрский состав
- Эрик Айдл — Уэндел
- Роберт Вул — Лу Ваймпоул
- Лорен Хаттон — Дженнифер
- Боб Гантон — мистер Габо
- Ричард Белзер — Бальдесари
- Берни Копелл — доктор Гатмэн
- Ким Лэнкфорд — Салли
- Дональд Гибб — Харрадник
- Лесли Джордан — Краузе
- Луи Зорих — Оченко
- Дон Хьюитт — человек со шрамом на лице
- Джон де Ланси — Пол / Уолтер Тэкэри
- Джеймс Хонг — Чанг
- Джанис Лайнд — Мэрион
- Мэри Фогэти — миссис Каллахан
- Брюс Кроненбрег — шофёр
- Стейси Логан — Элиза Дэндридж
- Дерек Мидер — Джозеф
- Кейт Стерн — Майра Глакмэн
- Пол Кейт — отец невесты
- Шэрон Браун — Бернис
- Андреа Гарфилд — сиделка
- Дэррил Чан — молодой китаец
- Луиза Трой — миссис Уолдмэн
- Глория Струк — женщина на концерте
- Леонард Стерн — мужчина на концерте
- Ричард Квонг — мужчина-китаец
- Келли Джо Такетт — регистратор
- Лу Майерс — прислуга
- Рик Замуолт — горец
- Лиза МакКалахью — выгуливающая собаку
- Дэвид Бостон — строитель